# سوچه‌آوا
شهر سوچاوا (به رومانیایی: Suceava) در شهرستان سوچاوا در کشور رومانی واقع شده‌است. جمعیت این شهر ۱۰۶٬۱۳۸ نفر  است. در ارتفاع ۳۲۵ متر از سطح دریا واقع شده‌است.